# Giacomo Minerbi
Giacomo Minerbi (Ferrara, 3 gennaio 1886 – 1930) è stato un medico italiano.

## Biografia
Giacomo Minerbi nacque a Ferrara da Cesare Minerbi e da Emma Marchi. La sorella minore Dora fu la madre dello scrittore Giorgio Bassani.
Il padre Cesare, anch'egli noto medico, fu primario presso l'Ospedale Sant'Anna di Ferrara. Un suo ritratto di grande formato, eseguito da Cesare Lampronti, è oggi custodito presso la Fondazione Bassani che ha sede nella Casa di Ludovico Ariosto. 
Giacomo Minerbi si laureò a Firenze nel 1909. Fu direttore dell'ospedale italiano di Alessandria d'Egitto. Nel 1913 condusse una campagna antimalarica a Dalaman per conto del chedivè d'Egitto, ʿAbbās Ḥilmī. Nel dicembre 1914, come medico personale del Sovrano, e in seguito alla destituzione dello stesso, avvenuta per volontà degli inglesi, partecipò alla sua fuga da Costantinopoli. 
Partecipò inoltre alla prima guerra mondiale come Tenente medico del reggimento di fanteria e venne ferito il 24 maggio 1917 sul Monte Vodice in seguito allo scoppio di una granata. Amico personale del podestà di Ferrara, Renzo Ravenna, nel 1922 divenne docente di patologia medica e nel 1927, grazie a Italo Balbo, assunse l'incarico di primario dell'ospedale di Bassano del Grappa.

## Opere
- Cesare Minerbi, Giacomo Minerbi, L' area ipofonetica dorsale dell'arco aortico e quella dell'arco della grande azygos, Società Tipografica Fiorentina, Firenze, 1911
- Cesare Minerbi, Giacomo Minerbi, I problemi principali di acustica diagnostica generale, normale e fisiologica: studî clinico-sperimentali, Pozzi, 1937.